# SEISHI TOYA
SEISHI TOYAは、日本のゴスペルシンガー、ソングライター、ディレクター。東京都出身。ゴスペルグループ「CONBRIO（コンブリオ）」の創設者であり、アメリカのゴスペル団体「American Gospel Quartet Convention（AGQC）」の公式アンバサダーとしても活動。国内外のフェスティバル、コンベンション、ワークショップで幅広く活躍している。講師としては、アフロ・アメリカン特有の英語、AAVE（African American Vernacular English）を教えられる数少ない一人である。

## 経歴
幼少期よりブラックミュージック（マヘリア・ジャクソン、リトル・リチャード、レイ・チャールズなど）に親しみ、11歳の頃よりR&B／ソウルを歌い始めた。18歳でアメリカのマサチューセッツ州およびニュージャージー州に約7年間滞在後、帰国しグラフィックデザイナーとしてのキャリアを歩む。その後ゴスペルと出会い、シンガー・ディレクターとして本格的に活動を開始。
2010年にゴスペルグループ「CONBRIO」を設立し、東京を拠点に複数のクワイアを指導。2015年にはJAPAN MASS CHOIRのCD『POWERFUL』に参加し、リードボーカルを務める。作品はアメリカ・ビルボードのゴスペルチャートでトップ10入りを果たした。
2021年、米国最大級のゴスペルカルテットイベント「American Gospel Quartet Convention」に日本人として初出演。2023年にはスペシャルゲストとして再登壇し、公式アンバサダーに就任した。

## 主な活動歴
- 2010年：「CONBRIO」設立
- 2013年：ゴスペルユニット「PAUSA」結成
- 2014年：映画『GOSPEL』に出演
- 2015年：JAPAN MASS CHOIR『POWERFUL』でリードボーカル（ビルボード・ゴスペルチャート トップ10入り）
- 2020年：「CONBRIO YOKOHAMA」ディレクター就任
- 2020年11月：初ソロアルバム『TIME MACHINE』リリース
- 2021年1月：シングル「I Got A Job」をアメリカ・Black Roots OEUVREレーベルよりリリース
- 2021年：「第29回 American Gospel Quartet Convention」に出演
- 2023年：「第31回 American Gospel Quartet Convention」にスペシャルゲスト出演、公式アンバサダーに就任
- 2024年：「CONBRIO」設立15周年記念公演を開催[4]

## ディスコグラフィ
| 年   | タイトル     | 備考         |
| ---- | ------------ | ------------ |
| 2019 | TIME         | 配信シングル |
| 2019 | Weakness     | 配信シングル |
| 2020 | TIME MACHINE | アルバム     |
| 2021 | I Got A Job  | 配信シングル |

## 映像作品
| 年   | 作品名                 | 内容 |
| ---- | ---------------------- | ---- |
| 2014 | 映画『GOSPEL』         | 出演 |
| 2021 | 映画『歌と羊と羊飼い』 | 出演 |
| 2024 | 映画『雨ニモマケズ』   | 出演 |

## その他の活動
- 全国でのゴスペルワークショップ・講演・指導
- 三浦ゴスペルフェスティバル主催[5][6]
- YouTube番組『THE STEVIE GROOVY SHOW』の配信
- クロマティック・ハーモニカ奏者としても活動
- ゴスペルイベント『VIVAG!』ホスト